# Resurrection (1909)
Resurrection é um filme mudo de curta-metragem estadunidense, do gênero dramático, lançado em 20 de maio de 1909, dirigido por D. W. Griffith. Feito pela Biograph Company. Ele é baseado no romance Resurrection de Leo Tolstoy. Adaptado para o cinema por Frank E. Woods e estrelado por várias lendas pioneiros do cinema americano, como Arthur V. Johnson, Florence Lawrence, Marion Leonard, Owen Moore, Mack Sennett e esposa de Griffith, Linda Arvidson.

## Elenco
- Arthur V. Johnson
- Florence Lawrence
- Marion Leonard
- Owen Moore
- Mack Sennett
- Clara T. Bracy
- Linda Arvidson
- Charles Avery
- John R. Cumpson
- Anita Hendrie
- David Miles
- Anthony O'Sullivan
- Herbert Prior
- George Siegmann